# Eugen Löbl
Eugen Löbl (14. května 1907 Holíč – 8. srpna 1987 New York) byl slovenský ekonom, politik a pedagog židovského původu.

## Život
Pocházel z rodiny obchodníka Alberta Löbla a Hedvigy rozené Kohnové. Po maturitě na Vyšší průmyslové škole strojní v Bratislavě studoval na vídeňské Vysoké škole pro světový obchod. V letech 1925–1926 pracoval v konstrukční kanceláři, poté byl až do roku 1938 zaměstnancem pojišťovací společnosti. 
Od mládí byl levicově orientován, stal se členem skupiny intelektuálů okolo časopisu DAV. Do komunistické strany vstoupil v roce 1931. Pod pseudonymem J. Les publikoval v tisku články o Sovětském svazu, který v září 1936 navštívil, a brožuru Odpoveď André Gideovi, kriticky reagující na Návrat ze SSSR André Gida. Löblova kritika ale byla vedením strany i davisty považována za málo radikální. Roku 1937 se stal tajemníkem Svazu přátel SSSR.
V roce 1939 ho strana vyslala do Krakova a později do Londýna. Zde pracoval v nadaci na pomoc československým uprchlíkům Czech Refugee Trust Fund, od roku 1941 byl tajemníkem Svazu československo-britského přátelství. Od roku 1943 byl poradcem ministra zahraničí čs. exilové vlády Jana Masaryka pro ekonomiku a záležitosti UNRRA. Účastnil se první konference UNRRA na konci listopadu 1943 v Atlantic City. Pracoval také jako vedoucí úředník na exilovém ministerstvu hospodářské obnovy.
Po návratu do Československa v roce 1945 se stal náměstkem ministra zahraničního obchodu. V roce 1949 byl zatčen a poté tři roky držen ve vyšetřovací vazbě. Jako jeden z obžalovaných v procesu se Slánským byl v listopadu 1952 odsouzen na doživotí za velezradu, vyzvědačství a sabotáž. V roce 1955 prodělal infarkt, ve vězeňské nemocnici na Pankráci na žádost generální prokuratury sepsal zprávu o procesu a vyšetřovacích metodách při jeho přípravě. Z vězení byl propuštěn v roce 1960.
Po propuštění nejprve pracoval jako skladník, v roce 1963 byl rehabilitován a 1. dubna následujícího roku se stal ředitelem krajské pobočky SBČS v Bratislavě. Byl spolupracovníkem Oty Šika při přípravě ekonomické reformy. Od roku 1965 se snažil o vydání knihy o procesu se Slánským, ale vyjít mohla až v době pražského jara 1968. Kniha s názvem Svedectvo o procese s vedením protištátneho sprisahaneckého centra na čele s Rudolfom Slánskym byla velmi úspěšná, po nástupu normalizace v dalším roce byla zakázána. K 1. květnu 1968 propůjčil prezident Ludvík Svoboda Eugenu Löblovi Řád práce za „dlouholetou a obětavou politickou a veřejnou činnost“.
Srpnovou okupaci považoval Löbl za konec nadějí na ekonomickou reformu, a proto záhy po ní emigroval. V Poučení z krizového vývoje z prosince 1970 byl zařazen mezi „přední reprezentanty“ sil, které se „angažovaly z pozic sionismu“ a měly „značný vliv v boji proti socialismu v ČSSR“.
V letech 1969 až 1976 přednášel ekonomii a politické vědy na několika univerzitách v USA. Působil ve Světovém kongresu Slováků (SKS) jako jeho místopředseda a hlavní ekonomický odborník. Úzce spolupracoval s předsedou SKS Štefanem Romanem, společně napsali populárně-vědeckou knihu Zodpovedná spoločnosť.
Zemřel 8. srpna 1987 v New Yorku na zástavu srdce.